# Балюк, Владимир Петрович
Влади́мир Петро́вич Балю́к (укр. Володимир Петрович Балюк, позывной — Балу; 31 августа 1996, Сереховичи — 5 апреля 2022, Нововознесенское) — украинский военнослужащий, сержант, участник российско-украинской войны. Герой Украины (12 апреля 2022, посмертно).

## Биография
Владимир Балюк родился в селе Сереховичи, Волынской области Украины.
Окончил 9 классов в Сереховичском лицее им. Ярощука (2011), Луцкий правоведческий лицей с усиленной физической подготовкой (2013), Луцкий национальный технический университет, Университет банковского дела г. Львов (2019, магистр).
29 июля 2016 года подписывает контракт с Вооружёнными силами Украины. Участник АТО/ООС. Служил главным сержантом десантно-штурмовой роты.
С началом российского вторжения в Украину принимал участие в боевых действиях на территории Херсонской и Николаевской областей. Погиб 5 апреля 2022 года в бою на окраине населённого пункта Нововознесенское Херсонской области от ранений несовместимых с жизнью.
8 апреля 2022 года похоронен в родном селе.

## Награды
- Звание «Герой Украины» с удостоением ордена «Золотая Звезда» (12 апреля 2022, посмертно) — за личное мужество и героизм, проявленные в защите государственного суверенитета и территориальной целостности Украины, верность военной присяге[4].